# Mistrovství Evropy v plaveckých sportech 2006
28. Mistrovství Evropy v plavání se konalo v maďarském hlavním městě Budapešti od 31. července do 6. srpna 2006 v plaveckém centru Alfreda Hajose. Soutěžilo se v plavání v 50m dlouhém bazénu, skocích do vody a synchronizovaném plavání. Ještě před šampionátem se konalo ME ve vytrvalostním plavání v maďarském jezeře Balaton, kde muži i ženy plavali na 5 a 10 km dlouhých tratích. Češka Jana Pechanová získala na obou tratích bronzovu medaili.
Soutěže
- Plavání
- Plavání na otevřené vodě
- Skoky do vody
- Umělecké plavání